# المقرة
مملكة المقرّة (أو المكرّة) مملكة نوبية كانت تقع في شمال السودان الحالي من مدينة الأقصر بمصر . اتخذت من المسيحية ديانة لها وشملت حدودها في أقصى اتساع لها كل منطقة النوبة جنوب مصر وكل شمال السودان. حتى حدود مملكة علوة وكانت واحدة من الممالك النوبية الثلاث التي ظهرت بعد سقوط مملكة مروي التي تواجدت بالمنطقة من 800 ق.م. حتى 350 م. امتدت مملكة المقرة بمحاذاة نهر النيل من الأقصر حتى الشلال السادس، وسيطرت على طرق التجارة والمناجم والواحات غربا وشرقا. وكانت دنقلا عاصمتها.
بحلول نهاية القرن السادس الميلادي تحولت المقرة إلى المسيحية. وعلى عكس المملكتين النوبيتين المحاصرتين للمقرة شمالاً وجنوباً فقد كانت المقرة على المذهب الملكاني. ومع الفتح الإسلامي لمصر في القرن السابع، وصلت الجيوش العربية إلى المقرة في عام 651 ولكن تم صدها، وتم توقيع معاهدة البقط بين الطرفين التي تضمن تعايشا سلميّا بين الإمبراطورية الإسلامية الصاعدة وجارتها الجنوبية مملكة النوبة المسيحية وضمان حقوق رعايا الجانبين. استمر هذا الاتفاق سارياً حتى القرن الثالث عشر. وخلال الفترة من حوالي 750م إلى 1150م شهدت المملكة استقرارا وازدهارا فيما يعرف ب«العصر الذهبي».
صمدت مملكة المقرة ما يقارب الألف عام وأثّرت في التراث السوداني والإنساني ككل بالكثير من المورثات الجميلة والصروح الأثرية والمعمارية والفنية من قصور وكنائس وجداريات فنية جميلة موجودة في متاحف السودان والعالم.

## التاريخ

### الصعود
أشار بطليموس إلى شعب نوبي يعرف باسم «ماكوراي»، والذيين قد يكونوا أسلاف المقريين. وبالنظر إلى الأدلة الأثرية فإن المقرة ربما نشأت حول الشلال الرابع للنيل، بالقرب من نبتة، وانتشروا إلى أسفل النيل حتى أسسوا دنقلا في حوالي 500م، مما يجعل هذا التاريخ هو نقطة البداية قبل تشكل المملكة.
كانت مملكة مقرة واحدة من الدول القليلة التي صدت الفتح الإسلامي بقيادة الخلافة الراشدة، وذلك عندما هزموا المسلمين في معركة دنقلا الأولى. وقد كان المسلمون قد فتحوا مصر في عام 641م، وسرعان ما اتجهت الفتوحات إلى الجنوب. وقد كررت مملكة المقرة في عهد الملك قالدريوت انتصارها مرة أخرى في عام 652م في معركة دنقلا الثانية. وأشار المؤرخون والكتاب العرب إلى مهارة الرماة النوبيين في المقرة في كلا المعركتين. وكانت واحدة من الهزائم الكبرى القليلة التي عانى منها الجيش الإسلامي في القرن الأول للفتوحات الإسلامية. وأدت المعركة إلى معاهدة البقط. وتضمن هذه المعاهدة علاقات سلمية بين الجانبين، واتفق النوبيون على منح التجار العرب المزيد من امتيازات التجارة بالإضافة إلى حصة في تجارة الرقيق، في حين أن المسلمين قد يكونوا مضطرين لإرسال السلع المصنعة جنوبا.

### التدخل المملوكي
في عام 1272م أرسل السلطان المملوكي الظاهر بيبرس جيشا لغزو المملكة وذلك بعد أن هاجم الملك داوود الأول مدينة عيذاب، وفي تلك الفترة كانت هناك مشاكل داخلية في المملكة بين الملك داوود وقريبه الأمير شاكندة، فطلب شاكندة مساعدة الظاهر بيبرس في جلوسه على عرش المقرة مما جعل بيبرس يستغل هذه الفرصة ويرسل جيشا لمحاربة داوود، وبالفعل تم إرسال جيش كبير يصاحبه الأمير شاكندة، وتم وضع شاكندة على عرش المملكة. وفي ما بعد تدخل المماليك كثيرا في شؤون المملكة وتعيين  ملوكها.
لاحقا كان ملك النوبة هو آماي، فثار عليه أخوه الأمير كرنبس وقتله وأصبح ملكا على النوبة، وأعلن كرنبس في البداية الولاء للماليك، لكن لاحقا انقلب عليهم، مما دفع السلطان المملوكي لإرسال حملة عسكرية على النوبة، وأرسل مع الجيش أمير نوبي كان قد أسلم وهو عبد الله برشمبو وهو ابن أخت الملك السابق داوود، فتم تعيينه ملكا على مملكة المقرة، وبدأ بتحويل البلاد إلى الإسلام، مما لاقى معارضة زعماء نوبيين آخرين، فالتف النوبيون حول كنز الدولة، فقام بقتل الملك برشمبو، وأصبح حاكما للنوبة، فلم يقبل ذلك المماليك، وأرسلو حملة إلى النوبة، وكان فيها كرنبس- الذي أسلم أثناء فترة أسره- ليتم تنصيبه على عرش النوبة، ولكن عاد كنز الدولة مرة أخرى واستطاع أن يسترد عرشه، وتعد هذه الحملة هي الحملة المملوكية الأخيرة على النوبة.

## علاقتها مع الأقباط

### غزو مملكة المقرة لمصر
ذكر المؤرخ ساويرس بن المقفع بكثافة وقال انه يسجل الغزو النوبي المصري التي وصلت إلى حد الفسطاط في 745، بعد رفض الوالى الاموى للإفراج عن مايكل، بطريرك الإسكندرية. يبدو أن هذا الحدث هو مزيج من غزو حقيقي لصعيد مصر وسجن وتحرير البطريرك، ليتزامن مع فترة معروفة من الانتفاضات القبطية وما تبعها من اضطهاد بتحريض من الخليفة مروان الثاني.جون هو المصدر الوحيد لوصف كفاح سلالي التي تلت وفاة من مارقوريوس، الذي يشير إلى أنه «قسطنطين الجديد». وهو المصدر الأول الذي ذكر ثلاثة عشر ملكًا للنوبة تحت حكم الملك العظيم كيرياكوس في دنقلا القديمة.
على رغم من الإفراج عن بطريرك الإسكندرية إلا أن نفوذ مملكة المقرة استمر في مصر حتى اشموم.
وصف جون ديكون، وهو مسيحي مصري كتب حوالي عام 768، مركوريوس بأنه «قسطنطين جديد»، والتي يفسرها شيني كدليل على أن ميركوريوس لعب دورًا مهمًا في الكنيسة النوبية.
في عهد الملك ميركوريوس، والذي عاش في أواخر القرن السابع وبداية القرن الثامن والذي تشير إليه السيرة القبطية ليوحنا الشماس بإعجاب باسم «قسطنطين الجديد»، يبدو أن الدولة قد أعيد تنظيمها وأصبحت مسيحية على العقيدة الميافيزية.

### التأثير القبطي
يبدو أن هناك هجرات قبطية للنوبة نتيجة لـ الاطضهاد الذي تعرض له الأقباط في أواخر حكم البيزنطيين، وايضا أثناء حكم العرب لمصر، والذي لم يستمر كثيراً، وسقط، وقتل آخر خليفة أموى في مصر، وأيضاً تم اكتشاف بعض الأديرة التي تدل علي وجود الأقباط في النوبة.
غير وجود بعض الأقباط في البلاط النوبي، ووجود مصادر قبطية كثيرة تؤرخ مملكة المقرة.
غير أن اللغة القبطية كانت تستخدم في الطقوس الدينية، والحكومة، وحتى أن اللغة النوبية استخدمت الأبجدية القبطية، وتأثير الفن القبطي واضح على مملكة المقرة.

## المسيحية في المقرة
وصل المبشرون اليعاقبة إلى سوبا عاصمة مملكة علوة، ونجحوا في الوصول إلى هناك بعد هزيمة ملك البجة  من قبل ملك نوباتيا، وقد استقبلهم الملك النوبي، واعتنق النصرانية على مذهب اليعاقبة أسوة بمملكة نوباتيا. وكان هذا المذهب هو الذي يدين به المصريون.
أما المملكة النوبية الثالثة وهي مملكة المقرة فإنها تنصرت على مذهب مختلف وهو الملكانية، ولسبب غير معروف، ذلك لأن هذه المملكة كانت واقعة بين المملكتين اليعقوبيتين، إحداهما شمالها وهي نوباتيا، والأخرى جنوبها وهي سوبا.

## معرض صور

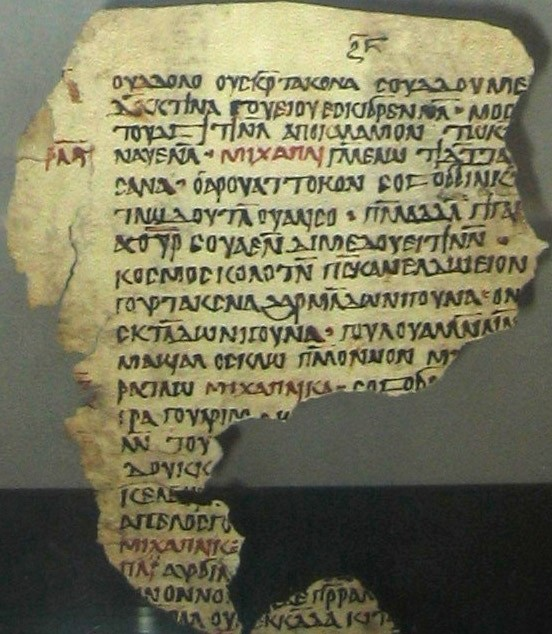
صفحة من ترجمة نوبية قديمة لكتاب "الأعمال العظيمة لرئيس الملائكة ميكائيل" من القرن التاسع أو العاشر، عُثر عليها في قصر ابريم، وتوجد الآن في المتحف البريطاني. اسم ميكائيل يظهر اللون الأحمر.
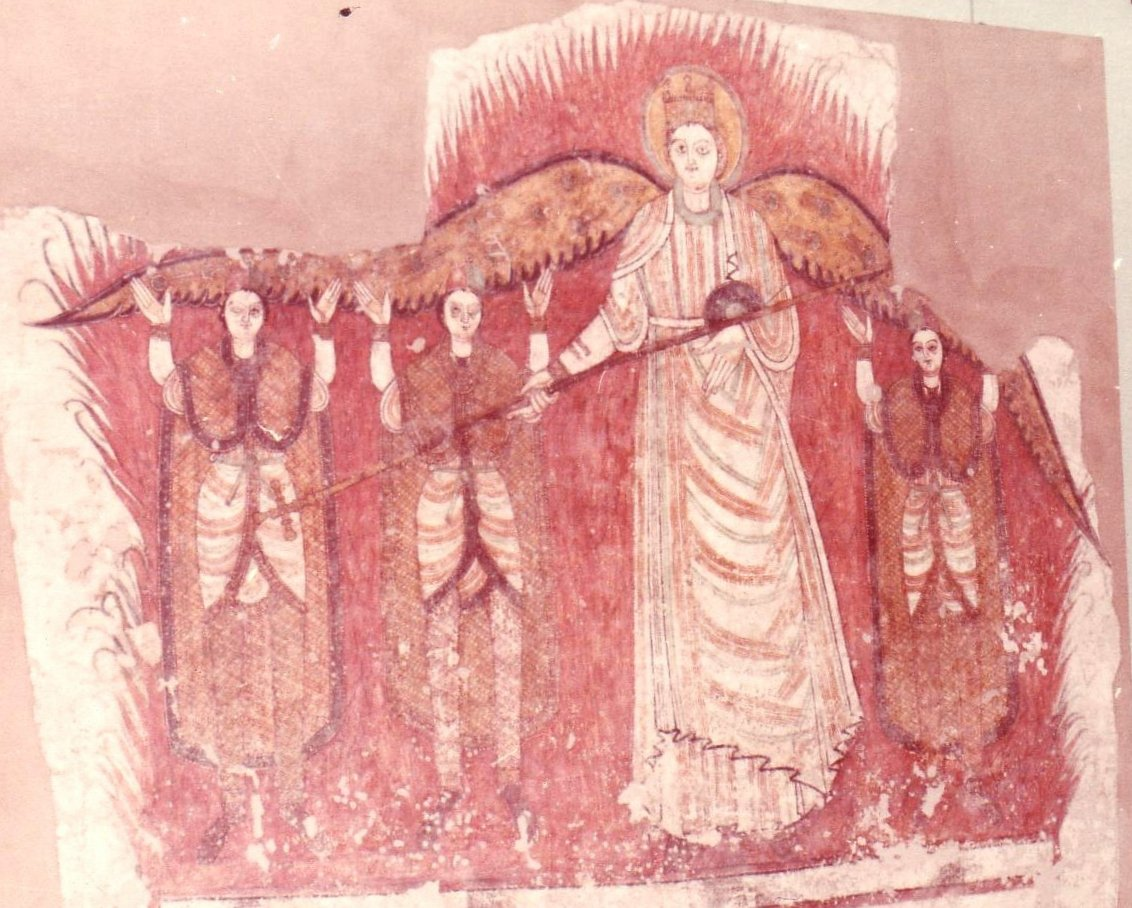
رسم جداري من كنيسة نوبية، معروض في متحف الخرطوم. وتمثل قصة من سفر دانيال 3 حيث تبين الفتية الثلاث يُرمى بهم في المحرقة.
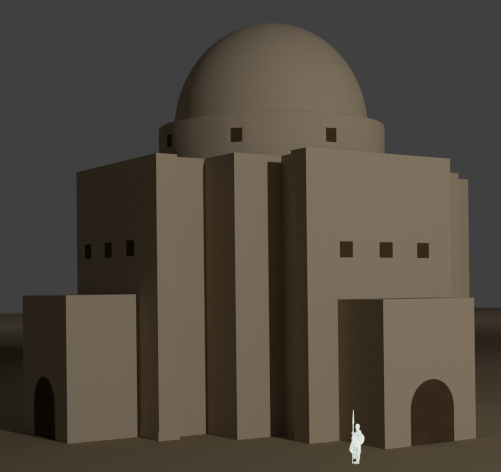
الكنيسة في دنقلا